# Łysa Góra (Pobrzeże Kaszubskie)
Łysa Góra – wzniesienie o wysokości 110 m n.p.m. położone w woj. pomorskim, na obszarze miasta Sopotu.
Przed II wojną wzniesienie nazywało się Eliesenhöhe (pl. Wzgórze Elżbiety, kaszb. Lisowô Grzëpa), zaś obecnie stosowana nazwa to "Łysa Góra".
Na wzniesieniu znajduje się wyciąg narciarski.